# Baccarat (film)
 For alternative betydninger, se Baccarat. (Se også artikler, som begynder med Baccarat)
Baccarat er en tysk stumfilm fra 1919 af Bob Holste.

## Medvirkende
| Skuespiller          | Rolle                |
| -------------------- | -------------------- |
| Ernst Josef Aufricht | Heinz Bergmann       |
| Blandine Ebinger     |                      |
| Kurt Ehrle           |                      |
| Max Gülstorff        |                      |
| Ludwig Hartau        | Grosskaufmann Hansen |
| Marga Köhler         |                      |
| Stella May           |                      |
| Ida Orloff           |                      |
| Frida Richard        |                      |
| Fritz Richard        |                      |